# Jackson's Food Stores
 (novembre 2023).
Le contenu est difficilement compréhensible vu les erreurs de traduction, qui sont peut-être dues à l'utilisation d'un logiciel de traduction automatique.
Jacksons Food Stores est une chaîne américaine de magasins de proximité. Parfois à égalité avec les stations-service et les stations-service Shell et ExtraMile.
Leur siège social est à Meridian, dans l'Idaho, et appartient à Jackson Oil, et il y a 300 magasins dans les États américains de Washington, de l'Oregon, de l'Idaho, de la Californie, du Nevada, de l'Utah et de l'Arizona.

## Histoire
Ils ont été fondés en 1975 à Caldwell, avec un emplacement dans un Texaco avant de s'étendre rapidement à plusieurs États. Ils sont également situés dans divers lave-autos dans les points de vente de l'Arizona. En 2019, ils ont ouvert un emplacement à Carson City, au Nevada.
En 2021, ils ont acheté des magasins 7-Eleven pour une nouvelle expansion du magasin. Plus tard en 2022, ils se sont associés à CordovaCann pour ouvrir des dispensaires de cannabis dans certains emplacements de Jacksons.
En 2023, ils ont introduit la technologie de reconnaissance faciale sur leurs caméras en magasin sur leurs sites. Plus tard, 80 guichets automatiques Bitcoin ont été introduits dans certains endroits et les clients créent leurs portefeuilles via le site Web ou l'application mobile de l'entreprise.

## Philanthropie
Ils ont participé à Give the Gift of Peace en 2016 avec Washington State Collation qui devait sensibiliser à la violence domestique,. Ils ont recueilli 161 369 $ auprès des clients en 2014 et ont ensuite été présentés lors d'une conférence avec les Coalitions Against Domestic Violence.

## Controverses

### Cas de discrimination liée au handicap
Jacksons a été poursuivi par l'EEOC pour avoir refusé d'autoriser une travailleuse, Penny Wightman, qui se remettait d'une opération au poignet, à rentrer chez elle ou à bénéficier de congés payés.

### La reconnaissance faciale
Certains sites de Portland ont installé des technologies de reconnaissance faciale et deux clients ont poursuivi leur nature potentiellement contraire à l'éthique et leurs préoccupations en matière de confidentialité. Le procès a été définitivement annulé.

### Affaire de discrimination raciale
Une femme de Portland, Rose Wakefield, s'est vu refuser le service par un employé, Nigel Powers à Beaverton, en Oregon, et on lui aurait dit: « Je ne sers pas les Noirs ». Cory Jackson, président de la société avait exprimé son inquiétude sur le comportement des employés mais n'a pas choisi de poursuivre l'affaire. Plus tard, elle a poursuivi Jacksons et a gagné 1 million de dollars. Nigel a été licencié par la suite, mais pas sur la base de l'affaire elle-même.